# Barrière-de-Paris
Ne doit pas être confondu avec Liste des barrières de Paris.
Pour l’article homonyme, voir Barrière-de-Paris (métro de Toulouse).
Barrière-de-Paris est un quartier de Toulouse, situé au nord de la ville, dans le secteur 3. Ce nom sert à désigner le regroupement de plusieurs quartiers, comme La Salade, La Vache ou Fondeyre. Il est situé autour de la Barrière de Paris, où aboutit l'ancienne route de Paris (actuelle avenue des États-Unis), et dont le quartier tire son nom.

## Géographie

### Localisation
Barrière-de-Paris se situe dans le secteur 3 de Toulouse (Toulouse-Nord), au nord de la ville. En son centre se trouve la Barrière de Paris. Le Canal du Midi et le périphérique de Toulouse se trouvent à la limite ouest du quartier, et la ligne ferroviaire de Bordeaux à Sète transite à l'est. Au nord se situe le quartier des Izards-Trois Cocus, et au sud celui des Minimes.

### Voies de communication et transports

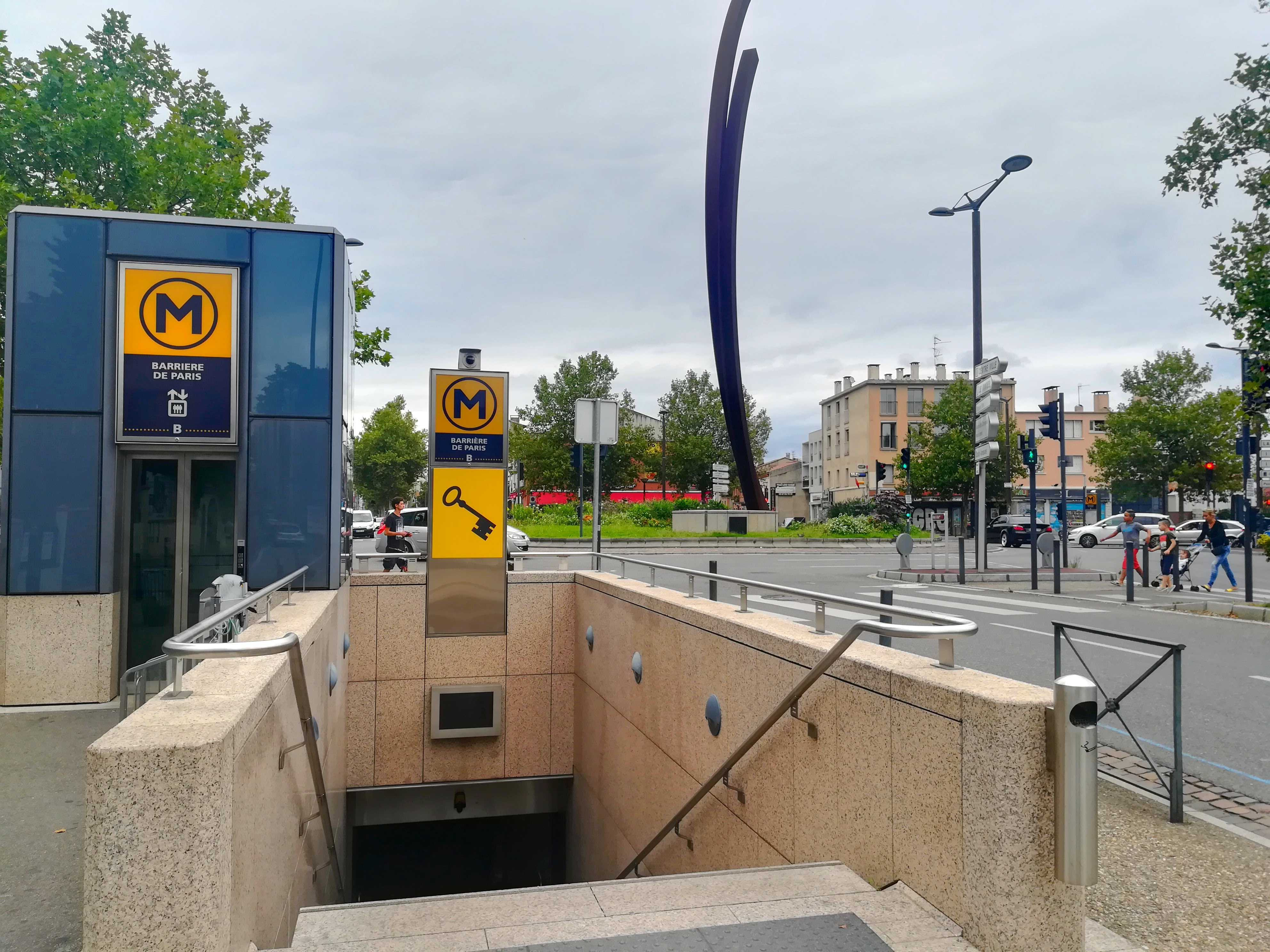
La bouche d'accès à la station de métro Barrière-de-Paris.

Le quartier est traversé du nord au sud par deux artères majeures reliant Toulouse au nord de son agglomération : l'avenue des États-Unis et l'avenue de Fronton. 
La ligne B du métro de Toulouse transite par le quartier, en desservant au passage deux stations : Barrière-de-Paris et La Vache. Des lignes de bus et d'autocars traversent également le quartier, permettant ainsi sa desserte, même-ci la plupart sont prolongés vers des communes du nord de Toulouse ou vers le centre-ville. 
Le quartier devrait être desservi par le projet de troisième ligne de métro, Toulouse Aerospace Express. Trois stations sont prévues dans le quartier : Fondeyre, La Vache et Lycée Toulouse-Lautrec. Par ailleurs, la station La Vache devrait devenir un pôle d'échanges majeur, notamment grâce à la remise en service de la gare de Route-de-Launaguet, dont la desserte s'est arrêtée en 2016.

## Urbanisme

### Morphologie urbaine
La couverture bâtie représente en 2016 une part de 23 % de la surface du quartier, alors que 10 % du territoire est couvert végétalement. En proportion, le quartier comporte plus de constructions et moins d'espaces végétaux que le reste de la ville de Toulouse.

### Logement
En 2016, il y avait 6 130 logements à Barrière-de-Paris, en hausse de 12,1 % par rapport à 2011. Parmi ces logements, 88 % étaient des résidences principales, 2 % des résidences secondaires et 10 % des logements vacants. Alors que 27 % des logements sont des maisons à Barrière-de-Paris, 73 % sont des appartements.
La majorité des résidents dans le quartier sont locataires : 57 % d'entre eux le sont. Quant aux propriétaires, ils représentent 41 % des habitants.
Le taux de logement social à Barrière-de-Paris est de 10 % des habitations, légèrement en dessous de la moyenne toulousaine, située à 13 %. 

## Toponymie
Une barrière est une porte d'entrée grillée d’une ville fortifiée. Le terme est resté pour désigner une place où aboutissait la route de Paris (aujourd'hui avenue des États-Unis), quittant Toulouse vers le nord.
La place a donné son nom au quartier.

## Politique et administration

### Élus
Les personnalités élues dont le mandat est en cours et dont le territoire de Barrière-de-Paris dépend sont les suivantes :
| Élection        | Territoire                                                 | Titre                                       | Nom                                | Tendance politique |  | Début de mandat | Fin de mandat |
| --------------- | ---------------------------------------------------------- | ------------------------------------------- | ---------------------------------- | ------------------ |  | --------------- | ------------- |
| Municipales     | Quartier 3.1 : Minimes - Barrière-de-Paris - Ponts-Jumeaux | Maire de quartier                           | Cécile Dufraisse                   |                    |  | 2020            | 2026          |
| Municipales     | Ville de Toulouse                                          | Maire de Toulouse                           | Jean-Luc Moudenc                   | LR                 |  | 2020            | 2026          |
| Législatives    | 1re circonscription de la Haute-Garonne                    | Député                                      | Pierre Cabaré                      | LREM               |  | 2017            | 2022          |
| Départementales | Canton de Toulouse-8                                       | Conseillers départementaux de Haute-Garonne | Marie-Claude Farcy, Vincent Gibert | PS                 |  | 2015            | 2021          |

### Rattachements administratifs et électoraux
Le quartier de Barrière-de-Paris se situe dans la ville de Toulouse, siège de Toulouse Métropole, dans le département de la Haute-Garonne et en région Occitanie. Il fait partie du canton de Toulouse-8 et de la première circonscription de la Haute-Garonne.

## Démographie
En 2016, on dénombrait 11 048 habitants à Barrière-de-Paris sur 324 hectares, soit une densité de 3 410 hab./km2. Par rapport à 2011, la population avait alors augmenté de 8,3 %, soit plus rapidement que sur l'ensemble de la ville de Toulouse.

## Économie

### Revenus de la population
Alors que le revenu médian des habitants de Barrière-de-Paris est situé dans la moyenne toulousaine, avec quelques disparités entre les secteurs du quartier, le taux de pauvreté est inférieur à la moyenne de la ville rose.

### Emploi
En 2016, la population âgée de 15 à 64 ans s'élevait à 6 010 personnes, dont 17 % de chômeurs. 74 % des habitants du quartier sont des actifs et 20 % sont retraités. Les parts d'actifs et de retraités sont toutes deux plus importante que la moyenne de la ville de Toulouse, les autres inactifs (étudiants, hommes et femmes au foyer) étant en proportion beaucoup moins nombreux à Barrière-de-Paris que dans le reste de la ville rose.
La majorité des habitants du quartier sont des professions intermédiaires (28 %), des employés (26 %) et des cadres (25 %). Par ailleurs, alors que la part des employés parmi les habitants diminue, baissant de près de 8 % entre 2011 et 2016, la part des cadres augmente largement (+ 23,4 %).

## Équipements et monuments

### Entreprises et commerces

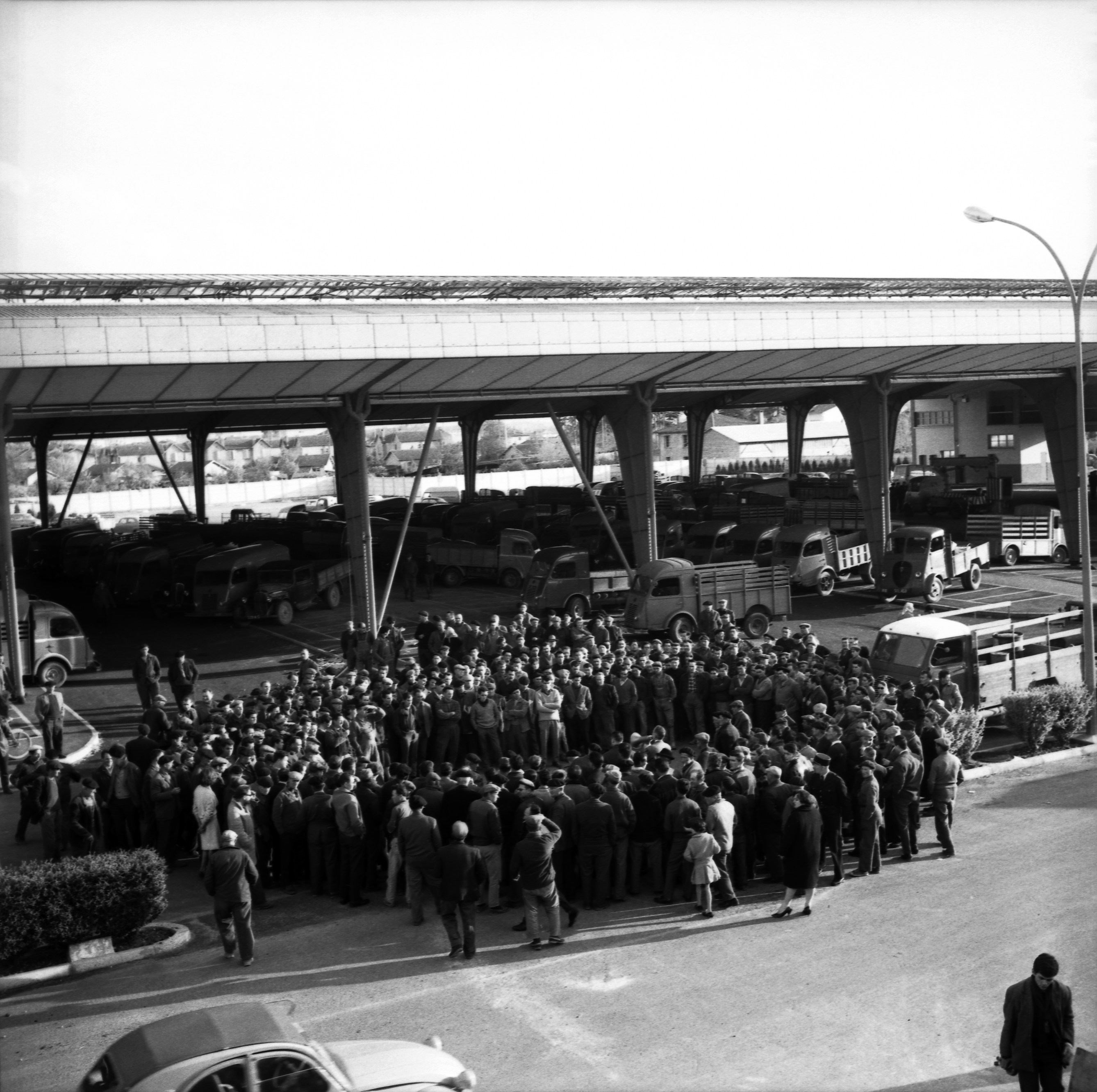
Le marché-gare de Toulouse, en avril 1964.

Le quartier comporte 26 commerces de proximité (supérettes, boulangeries, coiffeurs, etc.) en 2016, ainsi qu'un centre commercial au niveau de la Barrière de Paris.
Le marché d'intérêt national de Toulouse ainsi que les zones d'activités de la Glacière et de Fondeyre se situent dans le quartier, au nord de celui-ci.

### Équipements publics
Le collège et lycée Toulouse-Lautrec, un des principaux établissements scolaires de la ville de Toulouse, se situe au sud-est du quartier. Le lycée professionnel Roland Garros est également situé sur le territoire, ainsi que le groupe scolaire Lucie Aubrac.

### Sports
Barrière-de-Paris comporte un stade, le stade du TOAC, ainsi qu'une piscine, la piscine Toulouse-Lautrec.

### Lieux culturels et monuments

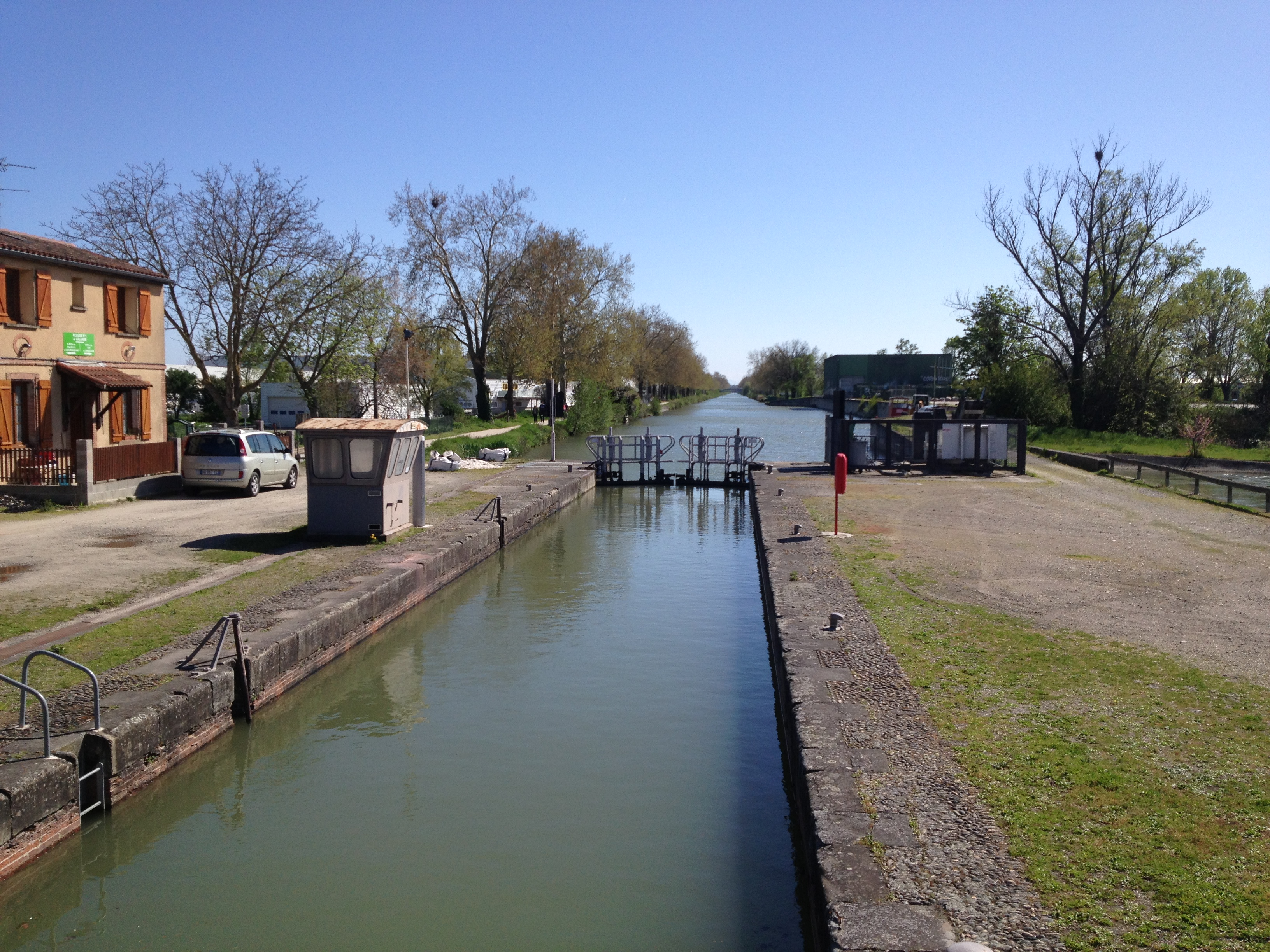
L'écluse de Lalande, sur le canal latéral à la Garonne.

La Barrière de Paris est la place centrale du quartier. Avec sa station de métro et les rues en étoile vers différents quartiers du nord de la ville rose, il s'agit d'une porte d'entrée majeure de Toulouse, historiquement depuis la route de Paris.
Le quartier est bordé par le canal latéral à la Garonne à l'ouest. L'écluse de Lalande s'y trouve notamment. Un parc, le parc de la Vache, se situe à l'est du secteur.